# پلاچکا
پلاچکا (به بلغاری: Plachka) یک منطقهٔ مسکونی در بلغارستان است که در شهرستان دریانوو واقع شده‌است.